# فهرست نواحی اشغال‌شده توسط امپراتوری ژاپن
این فهرستی از مناطق تحت اشغال یا ضمیمه امپراتوری ژاپن تا سال ۱۹۴۵ است؛ سال پایان جنگ جهانی دوم در آسیا پس از تسلیم ژاپن. کنترل تمام سرزمین‌ها به جز سرزمین اصلی ژاپن (هوکایدو، هونشو، کیوشو، شیکوکو و حدود ۶۰۰۰ جزیره کوچک اطراف) با ژاپن در تسلیم بی‌قیدوشرط بعد از جنگ جهانی دوم و قرارداد سان‌فرانسیسکو است. تعدادی از سرزمین‌های اشغال‌شده توسط ایالات متحده آمریکا پس از سال ۱۹۴۵ به ژاپن بازگردانده شد اما هنوز هم تعدادی  مناطق مورد مناقشه بین ژاپن و روسیه وجود دارد (مناقشه جزایر کوریل)، کره جنوبی و کره شمالی، چین و تایوان (مناقشه جزایر سنکاکو).

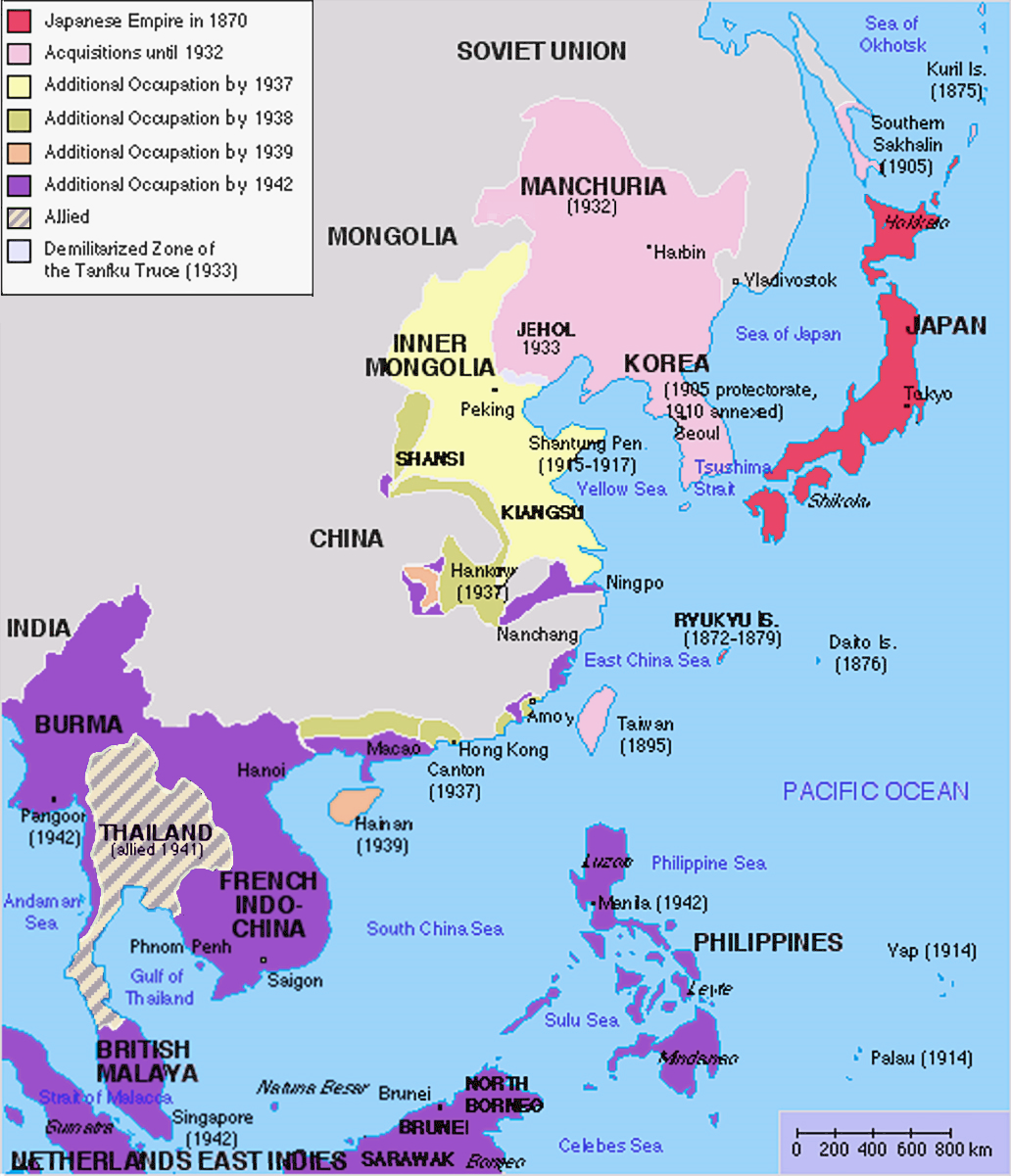
حداکثر وسعت امپراتوری ژاپن

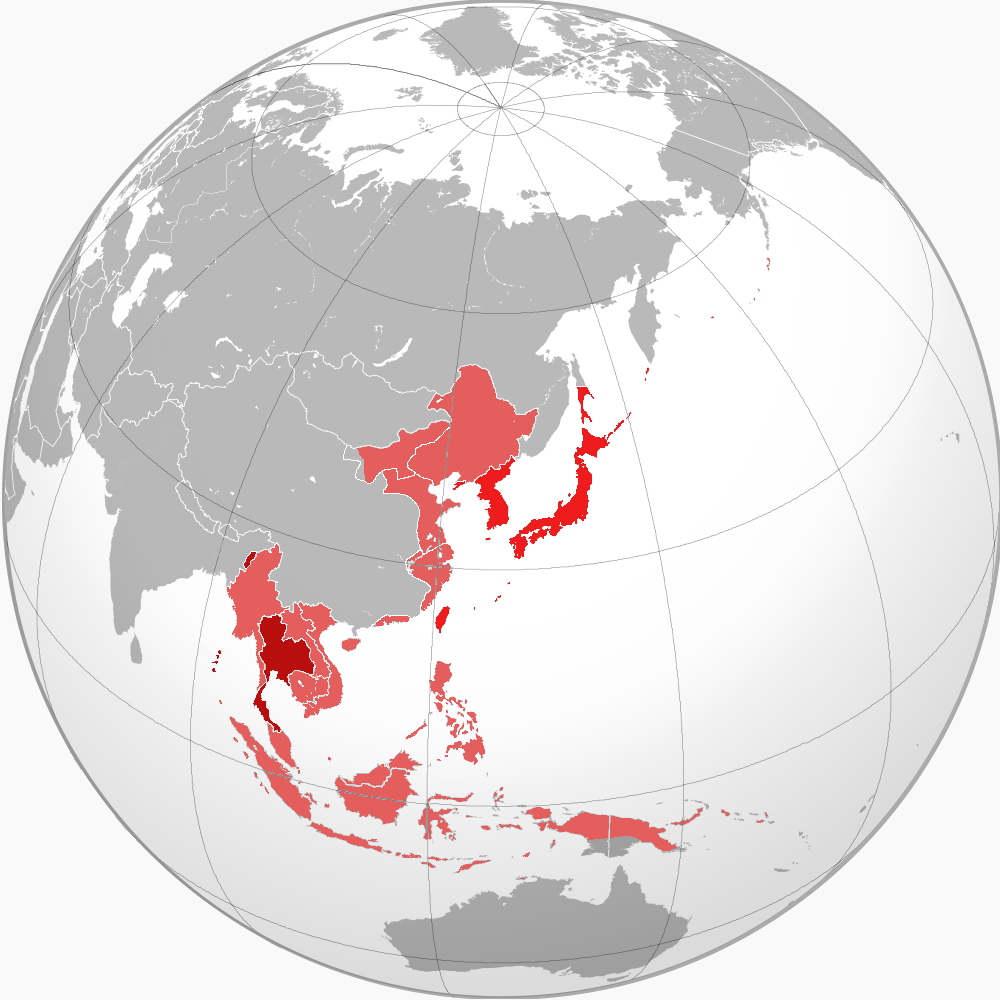
اعضای حوزه رفاه مشترک آسیای شرقی بزرگ؛ قلمرو کنترل شده در حداکثر گسترش ژاپن و متحدانش با قرمز تیره؛ سرزمین‌های اشغالی / ایالات مشترک با رنگ قرمز روشن‌تر.
استعمار ژاپن بر کره، تایوان تحت حاکمیت ژاپن، و استان کارافوتو جزو لاینفک ژاپن بودند.

## قبل از جنگ جهانی دوم

### مستعمره
- هوکایدو – از ۱۸۶۹
- جزایر کوریل – ۱۸۷۵–۱۹۴۵ (از انعقاد پیمان سن پترزبورگ)
- جزایر ریوکیو – ۱۸۷۹–۱۹۴۵ و از ۱۹۷۲[۲]
- جزایر نانپو – ۱۸۹۱–۱۹۴۵ و از ۱۹۶۸
- تایوان تحت حاکمیت ژاپن – ۱۸۹۵–۱۹۴۵
- می‌نامی-توری-شیما – ۱۸۹۸–۱۹۴۵ و از ۱۹۶۸
- استان کارافوتو (جنوب ساخالین) – ۱۹۰۵–۱۹۴۵
- قلمروی اجاره‌ای کوانتونگ – ۱۹۰۵–۱۹۴۵
- استعمار ژاپن بر کره – ۱۹۱۰–۱۹۴۵
- قلمروی اجاره ای خلیج کیاوتشو – قبلاً از امپراتوری آلمان – ۱۹۱۴–۱۹۲۲
- قیمومت اقیانوس آرام جنوبی ۱۹۱۹–۱۹۴۵
- اوکینوتوری شیما – ۱۹۳۱–۱۹۴۵ و از ۱۹۶۸

### منطقه‌های اشغال‌شده
- مانچوکوئو – ۱۹۳۱–۱۹۴۵
- همه بندرها و شهرهای بزرگ در سرزمین پریمورسکی و سیبری مناطق از روسیه شرق شهر چیتا (شهر), از مداخله سیبری.[۳]

## جنگ جهانی دوم
| قلمرو                                | نام ژاپنی                                                  | تاریخ | میزان جمعیت. (۱۹۴۳)                | یادداشت |
| ------------------------------------ | ---------------------------------------------------------- | --- | ---------------------------------- | --- |
| استان کارافوتو                       | استان کارافوتو (樺太庁) از امپراتوری ژاپن                  | قبل از جنگ-۱۹۴۵                                                                                              | ۴۰۶٬۰۰۰                            | |
| سرزمین اصلی چین                      | Chūgoku tairiku (中国大陸)                                 | ۱۹۳۱–۱۹۴۵ | ۲۰۰٬۰۰۰٬۰۰۰ (تخمین)                | مانچوکوئو ۵۰ میلیون (۱۹۴۰), استان رهه، قلمروی اجاره‌ای کوانتونگ، جیانگ سو، شانگهای، شاندونگ، هبی، پکن، تیانجین، به‌علاوه بخشهایی از: گوانگدونگ، گوانگشی، هوبئی، هونان، فوجیان، گویژو، مغولستان داخلی |
| ژاپن                                 | نای‌ایچی (内地)                                             | قبل از جنگ-۱۹۴۵                                                                                              | ۷۲٬۰۰۰٬۰۰۰                         | امروزه ژاپن، کوریل و جزایر ریوکیو |
| کره (کشور)                           | چوسن (朝鮮)                                                | قبل از جنگ-۱۹۴۵                                                                                              | ۲۵٬۵۰۰٬۰۰۰                         | هر دو کره شمالی و جنوبی |
| تایوان                               | تایوان (臺灣)                                              | قبل از جنگ-۱۹۴۵                                                                                              | ۶٬۵۸۶٬۰۰۰                          | |
| هنگ کنگ                              | هن کن (香港)                                               | ۱۲ دسامبر ۱۹۴۱ – ۱۵ اوت ۱۹۴۵                                                                                 | ۱٬۴۰۰٬۰۰۰                          | تصرف هنگ کنگ توسط ژاپن (بریتانیا) |
| :: شرق آسیا (جمع کل)                 | هیگاشی آجیا (東アジア)                                     | – | ۳۰۶٬۷۹۲٬۰۰۰                        | |
| ویتنام                               | Annan (安南)                                               | ۱۵ ژوئیه ۱۹۴۰ – ۲۹ اوت ۱۹۴۵                                                                                  | ۲۲٬۱۲۲٬۰۰۰                         | به عنوان هندوچین فرانسه در جنگ جهانی دوم (فرانسه) |
| کامبوج                               | Kanbojia (カンボジア)                                      | ۱۵ ژوئیه ۱۹۴۰ – ۲۹ اوت ۱۹۴۵                                                                                  | ۳٬۱۰۰٬۰۰۰                          | به عنوان هندوچین فرانسه در جنگ جهانی دوم، تصرف کامبوج توسط ژاپن |
| لائوس                                | Raosu (ラオス)                                             | ۱۵ رائوسو ژوئیه ۱۹۴۰ – ۲۹ اوت ۱۹۴۵                                                                           | ۱٬۴۰۰٬۰۰۰                          | به عنوان هندوچین فرانسه در جنگ جهانی دوم، استعمار لائوس |
| تایلند                               | تای (タイ)                                                 | ۸ دسامبر ۱۹۴۱ – ۱۵ اوت ۱۹۴۵                                                                                  | ۱۶٬۲۱۶٬۰۰۰                         | کشور مستقل اما با ژاپن متحد شد |
| مالزی                                | Maraya (マラヤ), کیتا بورونئو (北ボルネオ), Marai (マライ) | ۲۷ مارس ۱۹۴۲ – ۶ سپتامبر ۱۹۴۵ (مالایا), ۲۹ مارس ۱۹۴۲ – ۹ سپتامبر ۱۹۴۵ (ساراواک، برونئی، لبوان، بورنئو شمالی) | ۴٬۹۳۸٬۰۰۰ به علاوه ۳۹٬۰۰۰ (برونئی) | به عنوان تصرف مالایا توسط ژاپن (بریتانیا), تصرف بورنئوی بریتانیا توسط ژاپن (بریتانیا), برونئی (بریتانیا)                                                                                           |
| فیلیپین                              | Firipin (フィリピン)                                       | ۸ مه ۱۹۴۲ – ۵ ژوئیه ۱۹۴۵                                                                                     | ۱۷٬۴۱۹٬۰۰۰                         | اشغال فیلیپین توسط ژاپن (آمریکا) |
| هند شرقی هلند                        | Higashi Indo (東印度）                                     | ۱۸ (هیگاشی ایندو) ژانویه ۱۹۴۲ – ۲۱ اکتبر ۱۹۴۵                                                                | ۷۲٬۱۴۶٬۰۰۰                         | تصرف هند شرقی هلند توسط ژاپن (NL) |
| سنگاپور                              | Syōnan-tō (昭南島)                                         | ۱۵ فوریه ۱۹۴۲ – ۹ سپتامبر ۱۹۴۵                                                                               | ۷۹۵٬۰۰۰                            | تصرف سنگاپور توسط ژاپن (بریتانیا) |
| میانمار                              | Biruma (ビルマ)                                            | ۱۹۴۲–۱۹۴۵ | ۱۶٬۸۰۰٬۰۰۰                         | تصرف برمه توسط ژاپن (بریتانیا) |
| تیمور شرقی                           | Higashi Chimōru (東チモール）                              | ۱۹ فوریه ۱۹۴۲ – ۲ سپتامبر ۱۹۴۵                                                                               | ۴۵۰٬۰۰۰                            | تیمور پرتغال (پرتغال) |
| :: جنوب شرق آسیا (جمع کل)            | Tōnan Ajia (東南アジア)                                    | – | ۱۵۵٬۴۵۲٬۰۰۰ تونان آجیا             | |
| گینه نو                              | Nyū Ginia (ニューギニア)                                   | ۲۷ دسامبر ۱۹۴۱ – ۱۵ سپتامبر ۱۹۴۵                                                                             | ۱٬۴۰۰٬۰۰۰                          | به عنوان قلمروی پاپوآ و قلمروی گینه نو (استرالیا) |
| گوآم                                 | Ōmiya-tō (大宮島)                                          | ۶ ژانویه ۱۹۴۲ – ۲۴ اکتبر ۱۹۴۵                                                                                |                                    | از تصرف گوام توسط ژاپن (آمریکا) |
| قیمومت اقیانوس آرام جنوبی            | Nan'yō Guntō (南洋群島)                                    | ۱۹۱۹–۱۹۴۵ | ۱۲۹٬۰۰۰                            | از امپراتوری آلمان |
| نائورو                               | Nauru (ナウル)                                             | ۲۶ اوت ۱۹۴۲ – ۱۳ سپتامبر ۱۹۴۵                                                                                | ۳٬۰۰۰                              | از بریتانیا، استرالیا و نیوزیلند |
| جزیره ویک، ایالات متحده              | Ōtori-shima, -jima (大鳥島)                                | ۲۷ دسامبر ۱۹۴۱ – ۴ سپتامبر ۱۹۴۵                                                                              | هیچ                                | آمریکا |
| کیریباتی                             | Kiribasu (キリバス)                                        | دسامبر ۱۹۴۱ – ۲۲ ژانویه ۱۹۴۴                                                                                 | ۲۸٬۰۰۰                             | از جزایر گیلبرت (بریتانیا) |
| :: فهرست جزایر اقیانوس آرام (جمع کل) | –                                                          | – | ۱٬۴۳۳٬۰۰۰                          | |
| :: جمعیت کل                          | –                                                          | – | ۴۶۳٬۶۷۷٬۰۰۰                        | |

سلب مسئولیت: همه مناطق به عنوان بخشی از «امپراتوری ژاپن» در نظر گرفته نمی‌شدند بلکه به عنوان بخشی از کشورهای دست نشانده و حوزه نفوذ، متحدان، به‌طور جداگانه برای اهداف جمعیتی در نظر گرفته شده‌اند. منابع: پاپیول‌استت آسیا اوشیانیا
سایر جزایر اشغال شده جنگ جهانی دوم:
- اشغال جزایر آندامان توسط ژاپن (هند) – مارس ۲۹, ۱۹۴۲ – سپتامبر ۹, ۱۹۴۵
- جزیره کریسمس (استرالیا) – مارس ۱۹۴۲ – اکتبر ۱۹۴۵

### مناطق حمله شده اما فتح نشده
- کوهیما و مانیپور (هند)
- نبرد خالخین گل (خالخین گل، مغولستان)
- آب‌سنگ مرجانی میدوی (ایالات متحده)

### بدون قصد فوری اشغال یورش بردن
- حملات هوایی
  - حمله به پرل هاربر (هاوایی، ایالات متحده)
  - حمله یکشنبه عید پاک و حمله یکشنبه عید پاک (سری لانکا)
  - حملات هوایی به استرالیا، ۴۳-۱۹۴۲, شامل:
    - حمله به بروم (استرالیای غربی، استرالیا)
    - بمباران داروین (قلمروی شمالی، استرالیا)
    - تاونزویل (کوئینزلند، استرالیا)

  - نبرد بندر هلند (آلاسکا، ایالات متحده)
  - حملات هوایی مراقب (اورگن، ایالات متحده)
- بمباران دریایی توسط زیردریایی
  - استفن پوینت (کانادا)
  - سانتا باربارا، کالیفرنیا (کالیفرنیا، ایالات متحده)
  - فورت استیونز (اورگن) (اورگن، ایالات متحده)
  - گلوله‌باران نیوکاسل (نیو ساوت ولز، استرالیا)
  - گلوله‌باران بندر گرگوری (استرالیای غربی، استرالیا)
- حمله فرعی
  - حمله به بندر سیدنی (نیو ساوت ولز، استرالیا)
  - نبرد ماداگاسکار (ماداگاسکار)

## کتابشناسی
- Mark R. Peattie (1988). Nan'yō: The Rise and Fall of the Japanese in Micronesia, 1885–1914. Hawaii: University of Hawaii Press.